# 拉弗雷赫内达
拉弗雷赫内达（西班牙語：La Fregeneda）是西班牙卡斯蒂利亚-莱昂萨拉曼卡省的一个市镇。 总面积45平方公里，总人口532人（2001年），人口密度12人/平方公里。